# Hollósy István (jogász)
Gertenyesi Hollósy István (Máramarossziget, 1853. szeptember 5. – Dugoselo, 1916. október 8.) jogász, újságíró, főszolgabíró, városi tanácsos és helyettes polgármester.

## Családja, iskolái
Az erdélyi örmény Hollósy (Korbuly) és Mály család  leszármazottja.  Szülei Hollósy Simon és Mály Anna.
A gimnázium alsó osztályait szülőhelyén, a felsőbbeket Szatmárt és Pesten a piaristáknál végezte. A jogtudományt az egyetemen hallgatta; 1876-ban azonban az utolsó év befejezte előtt, boldogtalan szerelem miatt (kedvese meghalt), elhagyta és hazájában három évig elzárkozva a külvilágtól, remete életet élt; 
egyedül az irodalomban és tanulmányaiban keresett vigasztalást. 

## Életútja
1878-ban a Máramarosi Tárogatót alapította, melynek iránya a galíciai zsidó bevándorlás és az uzsora elleni akció volt, a lap 1880 végén szűnt meg. 1885-ben a Közérdek c. lapot indította meg, mely a közigazgatást, az erdőpusztítást ostorozta és emiatt párbaja, sajtópere volt, de fölmentették. 1890-ben fejezte be félbenhagyott tanulmányait és ekkor tette le a jog- és államtudományokból a doktorátust. Máramarosszigeten városi tanácsos és később helyettes polgármester is lett. 1908. augusztus 12-én Budapesten, az Erzsébetvárosban feleségül vette a nála 15 évvel fiatalabb Klein Matildot, Klein Ármin és Kohn Róza leányát.
Társadalmi, nevelési és közoktatási cikkeket írt a Máramarosba és a Máramarosi Lapokba.

## Munkái
- Csaba trogoediája. Drámai költemény. Bpest, 1876. (Névtelenűl.)
- A jövő költészetének reformja. M.-Sziget, 1877–78. Két füzet.
- Bukovinai csángók hazatelepítése ügyében. M.-Sziget, 1881. (Különnyomat a Máramarosból.)
- Eszmék a népnevelés kérdésében. M.-Sziget, 1883.
- A magyar vámok és közigazgatás államosítása, M.-Sziget, 1894.
- A dákokról. M.-Sziget, 1894.
- Magyar nemzeti kultura. M.-Sziget, 1895.

Kéziratban: a Kortesvilág c. népszinműve és egy terjedelmes bölcseleti munkája: Eszmék az igaz, jó és szép harmoniájáról.